# آدم كونيا
آدم كونيا (بالمجرية: Kónya Ádám)‏ هو متزحلق مجري، ولد في 19 ديسمبر 1992 في فيسبرم في المجر.

## وصلات خارجية
- آدم كونيا على موقع الاتحاد الدولي للتزلج (التزلج الريفي) (الإنجليزية)
- آدم كونيا على موقع أوليمبيديا (الإنجليزية)